# Juan Humberto Gutiérrez Valencia
Juan Humberto Gutiérrez Valencia (* 27. Juni 1941 in Guadalajara) ist ein mexikanischer Geistlicher und emeritierter römisch-katholischer Weihbischof in Guadalajara.

## Leben
Juan Humberto Gutiérrez Valencia empfing am 3. Dezember 1967 das Sakrament der Priesterweihe.
Am 14. Februar 2008 ernannte ihn Papst Benedikt XVI. zum Titularbischof von Iunca in Byzacena und bestellte ihn zum Weihbischof in Guadalajara. Der Erzbischof von Guadalajara, Juan Kardinal Sandoval Íñiguez, spendete ihm am 10. April desselben Jahres die Bischofsweihe; Mitkonsekratoren waren der Apostolische Nuntius in Mexiko, Erzbischof Christophe Pierre, der Bischof von Texcoco, Carlos Aguiar Retes, und der Erzbischof von Antequera, José Luis Chávez Botello, sowie der Weihbischof in Guadalajara, Miguel Romano Gómez.
Am 2. Februar 2018 nahm Papst Franziskus das von Juan Humberto Gutiérrez Valencia aus Altersgründen vorgebrachte Rücktrittsgesuch an.